# Dilma da Silva
Dilma Menezes da Silva (Brasil, ) é uma cientista da computação brasileira, pesquisadora de software de sistema radicada nos Estados Unidos, conhecida por seu trabalho sobre computação em nuvem. Ocupa a Ford Motor Company Design Professorship II na Universidade do Texas A&M, onde é chefe do Departamento de Ciência da Computação e Engenharia.

## Biografia
Obteve as titulações de bacharel e mestra na Universidade de São Paulo em 1986 e 1990, respectivamente. Completou o doutorado em 1997 no Instituto de Tecnologia da Geórgia, orientada por Karsten Schwan. Retornou para a Universidade de São Paulo como senior lecturer em 1995, onde após o doutorado foi promovida a professora assistente. Em 2000 foi para a IBM Research no Thomas J. Watson Research Center em Nova Iorque. Na IBM, trabalhou no sistema de arquivos do sistema operacional experimental K42. Em 2012 foi para o Centro de Pesquisas do Vale do Silício Qualcomm. Na Qualcomm seu trabalho foi centrado sobre a computação em nuvem. Em 2014 retornou para a academia como Ford Professor da Universidade do Texas A&M, e como nova chefe do Departamento de Ciência da Computação e Engenharia.

## Distinções
Foi eleita Distinguished Member da Association for Computing Machinery em 2011.